# Allium oreoscordum
Allium oreoscordum är en amaryllisväxtart som beskrevs av Aleksei Ivanovich Vvedensky. Allium oreoscordum ingår i släktet lökar, och familjen amaryllisväxter. Inga underarter finns listade i Catalogue of Life.